# Fårvang
Fårvang es una localidad situada en el municipio de Silkeborg, en la región de Jutlandia Central (Dinamarca), con una población a principios de 2012 estimada de unos 1318 habitantes.
Se encuentra ubicada en el centro de la península de Jutlandia, a poca distancia al oeste de la ciudad de Aarhus.